# Galba-Deák Ádám
Galba-Deák Ádám (Budapest, 1984 – ) magyar szerkesztő, baloldali politikus, A Bal – Balpárt első elnöke.

## Tanulmányai
Az óbudai Kerék gimnáziumban érettségizett, majd 2006-ban felvételt nyert az ELTE Állam és Jogtudomány Kar politológia szakára. 2009-től tanulmányait szünetelteti.

## Politikai tevékenysége
2005-ben belépett a Magyar Szocialista Párt (MSZP) Pest megyei csoportjába. A 2006-os országgyűlési választási kampányban Pest megye akkori 10. EVK körzetében Laboda Gábor kampányát segítette. 2007-től társadalmi munkában a PES Activist köreiben tevékenykedett. 2007-ben a Magyar Ellenállók és Antifasiszták Szövetsége (MEASZ) Demokrácia Akadémiájának hallgatója volt. 2008-ban több fiatal társával megalakította a Demokratikus Hálózat nevű baloldali, antifasiszta civil szervezetet. A szervezet elnöki posztjáról 2010 áprilisában lemondott.
2009-től a 2010-es kormányváltásig az MSZP országgyűlési képviselőjének, Török Zsoltnak volt képviselői asszisztense. A 2010-es országgyűlési képviselői választás kampányában aktívan részt vett, a Demokratikus Hálózat Szanyi Tibor kampányát segítette.
2010. április 26-án lépett ki az MSZP-ből, majd belépett a Zöld Baloldal Pártba, annak alelnöke lett.
Vajnai Attilával, a Munkáspárt 2006 elnökével, a Zöld Demokraták vezetőjével, Droppa Györggyel és Tamás Gáspár Miklós filozófussal közösen a 2010-es országgyűlési választáson csak egyetlen jelöltet állító párt megerősítésére tettek kísérletet. A párt az ország több pontján meg tudta méretni magát a 2010-es önkormányzati választáson. Ezt követően azonban a szervezeten belül komoly ellentét kialakulása után Galba-Deák Ádám, Kalmár Szilárd és Kalocsai Kinga lemondtak tisztségeikről és kiléptek a szervezetből.
Néhány héttel később a vele együtt távozókkal elindították a Munkások Újsága című lapot, melynek azóta is szerkesztője.
2011-től aktivistaként részt vett kormányellenes és szociális mozgalmakban, beszélt a Schmitt Pál lemondását követelő demonstráción 2012 januárjában, szervezője volt a Börtön Helyett Lakhatást aktivista csoportnak.
2014 márciusában alapítója A BAL – Balpártnak, a szervezet elnökévé választották.
2020-ban az Igen Szolidaritás Magyarországért Mozgalom (ISZOMM) szóvivője.

## Magánélete
Nőtlen, Budapesten él. Rendszeresen fut középtávon, foglalkoztatja elméleti szinten a kortárs, kísérleti elektronikus zene.

## Külső hivatkozások
- Galba-Deák Ádám, Balpárt – Mandiner.hu